# Milad Mohammadi
Milad Mohammadi Keshmarzi (en persa: میلاد محمدی کشمرزی‎; Teherán, 29 de septiembre de 1993) es un futbolista iraní que juega en la demarcación de lateral para el Persepolis F. C. de la Iran Pro League.

## Selección nacional
Tras jugar 15 partidos con la selección de fútbol sub-23 de Irán, finalmente el 11 de junio de 2015 hizo su debut con la selección absoluta en un encuentro contra Uzbekistán en calidad de amistoso que finalizó con un resultado de 0-1 a favor del combinado uzbeko tras el gol de Mehdi Torabi. Además llegó a disputar diez partidos de la clasificación para la Copa Mundial de Fútbol de 2018.

### Participaciones en Copas del Mundo
| Mundial                        | Sede  | Resultado      | Partidos | Goles |
| ------------------------------ | ----- | -------------- | -------- | ----- |
| Copa Mundial de Fútbol de 2018 | Rusia | Fase de grupos | 2        | 0     |
| Copa Mundial de Fútbol de 2022 | Catar | Fase de grupos | 3        | 0     |

### Goles internacionales
| # | Fecha               | Sede                                      | Oponente | Gol | Resultado | Competición                                |
| - | ------------------- | ----------------------------------------- | -------- | --- | --------- | ------------------------------------------ |
| 1 | 11 de junio de 2021 | Estadio Nacional de Baréin, Riffa, Baréin | Camboya  | 5-0 | 10–0      | Clasificación para la Copa Mundial de 2022 |

## Clubes
| Club               | País    | Año       | Partidos | Goles |
| ------------------ | ------- | --------- | -------- | ----- |
| Rah Ahan Tehran FC | Irán    | 2014-2016 | 47       | 1     |
| FC Akhmat Grozny   | Rusia   | 2016-2019 | 82       | 3     |
| K. A. A. Gante     | Bélgica | 2019-2021 | 65       | 2     |
| AEK Atenas F. C.   | Grecia  | 2021-2024 | 56       | 1     |
| Adana Demirspor    | Turquía | 2024      | 15       | 0     |
| Persepolis F. C.   | Irán    | 2024-     | 35       | 0     |

## Palmarés

### Campeonatos nacionales
| Título              | Club             | País   | Año  |
| ------------------- | ---------------- | ------ | ---- |
| Superliga de Grecia | AEK Atenas F. C. | Grecia | 2023 |
| Copa de Grecia      | AEK Atenas F. C. | Grecia | 2023 |

## Vida personal
Es hermano del también futbolista Mehrdad Mohammadi, habiendo nacido sólo 5 minutos antes que él. Ambos son descendientes de azeríes iraníes y su familia proviene de la aldea de Kashmarz.